# ستانلي لوميس
ستانلي لوميس (بالإنجليزية: Stanley Loomis)‏ هو مؤرخ أمريكي، ولد في 21 ديسمبر 1922 في نيويورك في الولايات المتحدة، وتوفي في 19 ديسمبر 1972 في باريس في فرنسا.

## وصلات خارجية
- ستانلي لوميس على موقع مونزينجر (الألمانية)